# FRONT MISSION
『FRONT MISSION』（フロントミッション）は、1995年2月24日に日本のスクウェア（後のスクウェア・エニックス）より発売されたスーパーファミコン用シミュレーションロールプレイングゲーム。
同社の『フロントミッションシリーズ』第1作目。行方不明の恋人を探すことを目的とした元軍人が紛争において真実を見つけ出すというストーリー。ヴァンツァーパーツには耐久力が存在し、破壊された場合は使用不能になることなどを特徴としている。
開発はジークラフトが行い、プロデューサーはメサイヤのPCエンジン用ソフト『改造町人シュビビンマン』（1989年）や『超兄貴』（1992年）を手掛けた土田俊郎およびバンダイのファミリーコンピュータ用ソフト『ファミコンジャンプ 英雄列伝』（1989年）を手掛けた橋本真司、ディレクターおよびシナリオは岩崎秀雄、音楽はカプコンのアーケードゲーム『ファイナルファイト』（1989年）や『ストリートファイターII』（1991年）を手掛けた下村陽子およびスーパーファミコン用ソフト『バハムートラグーン』（1996年）を手掛けた松枝賀子、キャラクター・デザインは『ファイナルファンタジーシリーズ』を手掛けた天野喜孝が担当している。
2002年に「スクウェア マスターピース」シリーズの1つとしてワンダースワンカラーに移植された他、2003年には『フロントミッションザ・ファースト』のタイトルでPlayStation版が発売、さらに『1ST』の移植版として2007年にニンテンドーDS版が発売された。
2022年、初のHDフルリメイクとなるNintendo Switch用ソフト『フロントミッション・ザ・ファースト:リメイク』が発表され、Forever Entertainmentより同年11月30日に配信され、2023年6月15日にはレイニーフロッグよりパッケージ版が発売された。同年6月30日にはPlayStation 4、PlayStation 5、Xbox One、Xbox Series X/Sでも配信している。
ゲーム誌『ファミ通』の「クロスレビュー」において、スーパーファミコン版とワンダースワンカラー版はシルバー殿堂を獲得した。

## ゲーム内容

### システム
インターミッション
ゲームは街や基地→目的地への移動→出撃、の流れで進行する。街や基地にはバー（酒場）があり、雑談から重要な情報など色々な話を聞くことができる。
ショップではヴァンツァーパーツや武器を購入し、セットアップをして戦闘に備える。なおショップで購入すると店主が「Thank You」と音声付で喋る。戦闘パートはターン制で進行する。

### セットアップ
カスタマイズ
本作を始めとする本シリーズの大きな特徴となっている、各種パーツのセットアップによる自由度の高い機体カスタマイズシステム。パーツ・武器の入手手段は基本的にショップによる購入であるが、マップ上に配置されていたり、自軍が敵を倒した際にドロップアイテムとして入手する場合もある。
ボディパーツ
ヴァンツァーの胴体部分。破壊されるとユニットは戦闘不能となる。積載出力が決まっており、過積載状態となった場合はセットアップを完了できない。そのため、各パーツの総重量が出力を超えないようにセットアップを行う必要がある。また、積載量に余裕を持たせることによって、移動力にボーナスが付加される。
アームパーツ
ヴァンツァーの腕部分。右腕と左腕は独立したセットアップが可能であり、両腕が破壊されると攻撃不能になる。命中率が設定されており装備した武器に反映される。基本的にはマニピュレーターを備える腕に武器を持つことになるが、腕に直接マシンガンなどが内蔵されているパーツも存在する。
レッグパーツ
ヴァンツァーの脚部分。移動力が設定されており、破壊されると移動力が極端に落ちる。2脚の脚だけでなく車輪やキャタピラタイプなども存在する。また、砂漠などの地形ではキャタピラタイプがより優位に移動できるなど、パネル別の移動コストも異なる（段差を越えられないなど）。
コンピュータ
ヴァンツァーの反応速度に関わるパーツで、命中率や回避率を上昇させることができる。
バックパック
出力を上昇させたり、アイテムスロット数を増設することができる。
武器
ショットガン、マシンガン、ライフルなどの腕に装備する武器と、ミサイル・ロケットなどの肩に装備する武器がある。ミサイル・ロケットは弾数制限があるが、敵からの反撃を受けない利点がある。

### スキル
ファイター(Fight)・アタッカー(Short)・ミサイラー(Long)の3種に大別され、戦闘時の行動により経験値を上げることで、それぞれに対応したスキルを取得することが可能。それぞれが格闘攻撃・近距離攻撃・遠距離攻撃を表し、後のシリーズにおいてもこの系統は踏襲されている。

## ストーリー
「ハフマン島」……20世紀末に太平洋上に隆起した新島。2070年、豊富な地下資源を有するこの島を巡って2つの超連合国家「オシアナ共同連合（O.C.U.）」と「ニューコンチネント合衆国（U.S.N.）」との間で第一次ハフマン紛争が勃発。2072年PMO（恒平和維持機構）の介入で紛争は収束に向かい、二国間条約によってハフマン島に国境が引かれたものの、両国の対立はなおも続いていた。
2093年6月3日。ハフマン島U.S.N.領ラーカス地区のサカタインダストリィ社の軍需工場を極秘偵察していたロイド・クライブ大尉率いるO.C.U.陸軍のヴァンツァー部隊がドリスコル大尉率いるU.S.N.陸軍のヴァンツァー部隊と交戦。戦闘の余波で工場は破壊され数十名の死者が発生したほか、O.C.U.ヴァンツァー部隊の一員でありロイドのフィアンセであったカレン・ミューア中尉も行方不明となった。
この「ラーカス事件」によってO.C.U.とU.S.N.の関係は急速に悪化。U.S.N.側はO.C.U.による戦闘行為を条約違反として糾弾したが、O.C.U.側は事件への関与を一切否定し、すべてはU.S.N.の狂言であると主張。平行線を辿る議論に業を煮やしたU.S.N.は翌6月4日にO.C.U.に対して宣戦を布告した。
第二次ハフマン紛争の勃発である。
紛争勃発から1年後……戦況はU.S.N.有利に進み、O.C.U.は最大都市フリーダム市を占領されるなど劣勢に立たされていた。ラーカス事件の後軍籍を剥奪され、ヴァンツァー闘技場で身銭を稼ぐ日々を送っていたロイドの元に、O.C.U.陸軍大佐グーリー・オルソンが現れる。失敗を続ける正規軍に見切りをつけた彼は、傭兵によって組織される「O.C.U.陸防軍第2軍機動部遊撃機動隊隊第1部隊」、通称「キャニオンクロウ」の隊長としてロイドを迎え入れようとしていた。渋るロイドだったが、その素性を知るオルソンは「傭兵になって各地を転戦すればカレンを殺したヴァンツァーも見つかる」と持ちかける。カレンの復讐のためにロイドは傭兵部隊の隊長となることを決意し、再び戦いの最前線へ赴くのだった。

## 他機種版

### 一覧
| No. | タイトル                                   | 発売日                       | 対応機種                                                 | 開発元                            | 発売元                                       | メディア                            | 型式                      | 備考               | 出典        |
| --- | ------------------------------------------ | ---------------------------- | -------------------------------------------------------- | --------------------------------- | -------------------------------------------- | ----------------------------------- | ------------------------- | ------------------ | ----------- |
| 1   | FRONT MISSION                              | 2002年7月12日                | ワンダースワンカラー                                     | スタジオクリップス トムクリエイト | スクウェア                                   | 64メガビット+256ksRAMロムカセット   | SWJ-SQRC10                |                    | [ 4 ]       |
| 2   | フロントミッション ザ・ファースト          | 2003年10月23日               | PlayStation                                              | スクウェア・エニックス            | スクウェア・エニックス                       | CD-ROM                              | SLPM-87317                |                    |             |
| 3   | フロントミッション ヒストリー              | 2003年12月11日               | PlayStation                                              | スクウェア・エニックス            | スクウェア・エニックス                       | CD-ROM                              | SLPM-87330                |                    |             |
| 4   | フロントミッション ザ・ファースト          | 2007年3月22日 2007年10月23日 | ニンテンドーDS                                           | トーセ                            | スクウェア・エニックス                       | DSカード                            | NTR-AFOJ-JPN NTR-AFOE-USA | 売上本数：57,153本 |             |
| 5   | フロントミッション ザ・ファースト          | 2008年11月12日               | PlayStation 3 PlayStation Portable (PlayStation Network) | スクウェア・エニックス            | スクウェア・エニックス                       | ダウンロード （ゲームアーカイブス） | -                         |                    | [ 6 ] [ 7 ] |
| 6   | フロントミッション ザ・ファースト          | 2012年8月28日                | PlayStation Vita                                         | スクウェア・エニックス            | スクウェア・エニックス                       | ダウンロード （ゲームアーカイブス） | -                         |                    |             |
| 7   | フロントミッション ザ・ファースト:リメイク | 2022年11月30日               | Nintendo Switch                                          | Forever Entertainment             | Forever Entertainment スクウェア・エニックス | ダウンロード                        | -                         |                    |             |
| 8   | フロントミッション ザ・ファースト:リメイク | 2023年6月15日                | Nintendo Switch                                          | Forever Entertainment             | レイニーフロッグ                             | Nintendo Switchカード               |                           |                    |             |

### ワンダースワンカラー版
- 「スクウェア マスターピース」シリーズの1つとして発売。SFC版の忠実な移植だが、戦闘シーンが省略できる「簡略戦闘モード」や通信ケーブルを使った「対戦モード」などが追加されている。なお、この作品はスクウェア最後のワンダースワン用ソフトでもある。

### PlayStation版
- 2003年にスタートした「フロントミッションプロジェクト」の第1弾タイトル。基本的にはスーパーファミコン版からの移植となるが、後述する新要素が追加されている。2003年12月11日発売の『フロントミッション ヒストリー』にも収録。2007年3月22日に更なる追加要素を加えたニンテンドーDS版が発売。2008年11月12日よりPS1版がゲームアーカイブスでダウンロード販売開始。

キャッチコピーは「最前線のドラマ、遂に復活――」（PS1版）、「再び、『戦いの歴史』の原点へ」（DS版）。
主な変更点
- USN編シナリオの追加
スーパーファミコン版が主人公ロイドを中心としたOCU側からの視点のみであったのに対し、本作では主人公・ケビンを中心としたUSN側からの視点による第2次ハフマン紛争も描かれている。ミッション数は20を超える。
- 装備品の追加
USN編に限り、バックパックやヴァンツァーのパーツなどが追加された。特にOCU編に登場した補給車の代わりに、補給や修復などの機能を持つバックパック「Riff」が追加されている。
- 音楽のアレンジ、新曲の追加
スーパーファミコン版で使われていた楽曲は全てアレンジが施された。またUSN編シナリオ追加に伴い新曲が5曲追加されている。なお、これらは『FRONT MISSION 4 plus 1ST ORIGINAL SOUNDTRACK』に全曲収録されている。
- その他
戦闘演出をカットできる簡略戦闘モードの追加（PS版のみ）、グラフィックの向上、一部ゲームバランスの修正、ムービーの追加、SFC版にあった武器紹介デモの削除など。

#### ニンテンドーDS版
PlayStation版にさらに追加要素が加えられた。
主な変更点
前述のPS版追加要素の他に、さらに以下のような要素が追加されている。
- 新キャラクターの参戦
『5th』の主要人物のグレン、ウォルター、ヘクターなどがゲームに登場した。
- 新規ヴァンツァーの追加
主に『4th』『5th』『FMO』で登場した新規パーツや兵器、大型機動兵器を操作できるようになった（ドリスコルのレイブンを除く）。
- 新規イベント、ミッションの追加
OCU編、USN編ともに新たなイベント、ミッションが追加された。
- その他
クリアデータの引継ぎや難易度選択などのやりこみ要素の追加、ゲームバランスの修正、二画面やタッチパネルを使用したインターフェイスの変更、高速戦闘モード追加など。

### Nintendo Switch版
初のHDフルリメイク。2021年3月にForever Entertainmentはスクウェア・エニックスが保有するIPのリメイク作品を手がけることで、同社と合意したと発表していた。
ステージマップやヴァンツァーのグラフィックは3Dとなっている。マップはカメラ移動や回転が可能となり、バトルにアニメーションスキップ機能が追加。BGMは新規アレンジ曲が収録される。ニンテンドーDS版を基にしたリメイクになっている。

## 開発
- 作品中の悪役ドリスコルのキャラクターデザインは、製品の発売直前になって変更されており、天野喜孝の当初のデザインと製品版とでは異なっている。この経緯は画集『YOSHITAKA AMANO “SILENCE” THE ART OF FRONT MISSION 1995〜2003』に詳しい。
- 街のグラフィックには、ある種の隠語（LSD,XTC）が登場する。これは主にプランナーの原正憲によるもので、後にディレクターを務めたPlayStation用ソフト『FRONT MISSION ALTERNATIVE』（1997年）にこの作家性が踏襲されている。なお、一部WAP名に不適切な隠語があるため、『1ST』以降では変更されている。

## スタッフ
スーパーファミコン版
- プロデューサー：土田俊郎、橋本真司
- キャラクター・デザイン：天野喜孝
- 3Dモデリング：横山宏
- スーパーバイザー：坂口博信
- プログラマー：大矢哲也、小山田衛、国吉徹、松澤高広
- グラフィック・デザイナー：堂本篤史、原正憲、手塚敏、高橋哲哉、野村哲也、直良有祐
- 音楽：下村陽子、松枝賀子
- サウンド・プログラマー：赤尾実
- 効果音：菅原輝明、三留一純、おおくぼしゅん
- ディレクター、シナリオ：岩崎秀雄
- アシスタント・ディレクター：松田一宏
- エグゼクティブ・プロデューサー：水野哲夫、竹村仁志、鈴木尚

PlayStation版
- プロデューサー、USN編シナリオ：土田俊郎
- イメージイラスト：天野喜孝

## 評価
スーパーファミコン版
ゲーム誌『ファミ通』の「クロスレビュー」では、9・9・7・6の合計31点（満40点）でシルバー殿堂を獲得、『ファミリーコンピュータMagazine』の読者投票による「ゲーム通信簿」での評価は以下の通り、24.2点（満30点）となっている。
| 項目 | キャラクタ | 音楽 | お買得度 | 操作性 | 熱中度 | オリジナリティ | 総合 |
| 得点 | 4.2        | 4.0  | 3.8      | 3.8    | 4.3    | 4.1            | 24.2 |
ワンダースワンカラー版
ゲーム誌『ファミ通』の「クロスレビュー」では合計30点（満40点）でシルバー殿堂を獲得した。
PlayStation版
ゲーム誌『ファミ通』の「クロスレビュー」では、8・6・7・7の合計28点（満40点）となった。レビュアーからは追加シナリオに関して肯定的な意見が多く挙げられ、浜村通信は「まるまる1本分の新作が入っているようなもの」とコメントしその上で低価格であることから「ファンには絶対にお薦め」と高評価を与え、羽田隆之は「見た目の不統一感がある」と指摘しながらも、難易度が高く手ごたえのある出来栄えであると評価、キッシー嵐山は経験者でもやりがいがあり、ストーリーの裏側が垣間見えるとして称賛した。一方で演出面やゲームシステムに関しては様々な意見が挙げられ、浜村はグラフィックが旧式であると指摘、羽田はムービーに新鮮味がないことやボイスがないことを否定的に評価、嵐山は操作系やグラフィックに改良の余地があることを指摘、奥村キスコは振動機能の追加を肯定的に評価した。

## 関連作品

### コンピュータゲーム
- 『ロマンシング サ・ガ3』（1995年）
劇中のイベント「ツヴァイク・トーナメント」にて、「地獄の壁」を模した敵チーム「じごくの壁」が登場する。この敵は本作のスキル「スピード」「スイッチ」を模した攻撃を仕掛けてきたり、5人VS5人のチーム戦にかかわらず、セコンドと称し、部隊員と同じく6人目を投入してくる。さらに名称も部隊員が搭乗する機体名と同様のものとなっている。

### 小説
小説『フロントミッション  最前線報告』は同名のゲームのノベライズで、アスペクトのログアウト冒険文庫より1995年に発売された。作者は飯野文彦、挿絵は横山宏による描き下ろし。
基本的にはゲームのストーリーをなぞってはいるが、本来仲間になるモーリーだけでなく、グリーグたち「地獄の壁」の隊員が登場しない。